# Патокіно (Воронезька область)
Патокіно (рос. Патокино) — село у Бутурлинівському районі Воронезької області Російської Федерації.
Населення становить 280 осіб (2010). Входить до складу муніципального утворення Филіпенківське сільське поселення.

## Історія
Населений пункт розташований у межах українського історико-культурного регіону Східної Слобожанщини. До Перших визвольних змагань належав до Воронезької губернії.
Від 1928 року належить до Бутурлинівського району, спочатку в складі Центрально-Чорноземної області, а від 1934 року — Воронезької області.
Згідно із законом від 15 жовтня 2004 року входить до складу муніципального утворення Филіпенківське сільське поселення.

## Населення
| 2010 |
| ---- |
| 280  |